# Екберт фон Андекс-Мерания
Екберт фон Андекс-Мерания (на немски: Ekbert von Andechs-Meranien; Ekbert von Bamberg; * сл. 1173; † 5 юни 1237, Виена) от Андекската династия-Мерания, е от 1203 г. до смъртта си епископ на Бамберг. По това време се строи катедралата на Бамберг. Той е привърженик на император Фридрих II. През 1237 г. той става негов щатхалтер за Австрия и Щирия.

## Произход
Екберт е третият син на херцог Бертхолд IV Мерански († 1204) и съпругата му Агнес фон Рохлиц († 1195), дъщеря на маркграф Дедо V Дебелия от Лужица. Брат е на Ото I, херцог на Мерания, на Бертхолд V, патриарх на Аквилея, Хайнрих, маркграф на Истрия-Крайна, Гертруда (унгарска кралица), Агнес (френска кралица) и на Св. Хедвиг.
Погребан е в Бамберг.